# Hedychium gracillimum
Hedychium gracillimum är en enhjärtbladig växtart som beskrevs av Aragula Sathyanarayana Rao och Dinesh Mohan Verma. Hedychium gracillimum ingår i släktet Hedychium och familjen Zingiberaceae. Inga underarter finns listade i Catalogue of Life.